# Шингарёв, Андрей Иванович
Андре́й Ива́нович Шингарёв (18 [30] августа 1869, ок. села Борового, Воронежская губерния — 7 [20] января 1918, Петроград) — русский земский, общественный, политический и государственный деятель, специалист в области государственного хозяйства и бюджета, представитель либеральной общественности, врач общей практики, публицист.

## Биография
Мать — Зинаида Никаноровна (урожд. Петрулина; 21 октября 1845 — ?), происходила из дворянского рода Воронежской губернии; дочь Никанора Васильевича Петрулина (21 июля 1812, Валуйки — ?), помещика Старобельского уезда (село «Мыс Доброй Надежды», оно же Пугачёвка, при реке Лозная), коллежского регистратора, являвшегося внуком В. В. Петрулина, надворного советника, помещика Валуйского (д. Насоново, 1793) и Старобельского уездов, и воронежской купчихи Елизаветы Алексеевны Придорогиной (1817 — ?), сестры Ивана Алексеевича Придорогина, купца и общественного деятеля.
Отец — Иван Андреевич Шингарёв, был временно приписан к мещанскому сословию Липецка Тамбовской губернии, впоследствии — воронежский купец.
В 1879 году стал учеником Воронежского реального училища, которое окончил в 1886 году. В 1887 году, за один год подготовившись в Ельце к вступительным экзаменам, он поступил в Московский университет — на естественное отделение физико-математического факультета, которое окончил в 1891 году; а в 1894 году он окончил ещё и курс медицинского факультета университета.

### Врач и общественный деятель
В 1895—1897 годах — вольнопрактикующий врач. С 1898 года — земский врач, заведующий земским межуездным врачебным участком в Воронежской губернии. Заведующий санитарным отделением Воронежской губернской земской управы (1903—1906).
Сотрудник и постоянный автор региональных журналов и газет (Редактировал кадетскую газету «Воронежское слово» (1905—1907), публиковался в центральной кадетской газете «Речь» и либеральном издании «Русские ведомости», «Русская мысль».
Гласный Усманского уездного земского собрания Тамбовской губернии.
В своей книге «Вымирающая деревня» констатировал: «Низкий культурный уровень населения и его ужасающая материальная необеспеченность и безземелие стоят в непосредственной зависимости от социальных ошибок прошлого времени и от общих современных условий русской жизни, лишивших её свободного развития, самодеятельности и просвещения…». Шингарёв призывал к немедленной широкой «переоценке ценностей», призывал «открыто и громко заявить о полной негодности существующего всевластного бюрократизма, указать вопиющие факты постепенного разорения народных масс». В противном случае он предсказывал неминуемые «грядущие потрясения».
Участник революционных событий 1905—1907 годов в Воронеже. В 1905 году стоял у истоков создания в Воронеже отделения «Союза освобождения», крупнейшей в ту пору политической организации либералов. Участник II съезда кадетской партии. Член ЦК кадетской партии (ноябрь 1907—1918).
В мае 1908 года был посвящён в масоны в петербургской ложе «Полярная звезда» (ВВФ), которой руководил М. М. Ковалевский.

### Общественно-педагогическая деятельность
Преподавал в мужской и женской фельдшерских школах в Воронеже, Политехническом институте (вёл курсы фабричного законодательства и фабричной гигиены), на Высших коммерческих и счетоводческих курсах М. В. Побединского (вёл курс общественной медицины и санитарии, с 1908), Клиническом институте великой княжны Елены Павловны в Санкт-Петербурге. Был популярным в провинции лектором по общественно-санитарным, финансово-экономическим и общественно-политическим вопросам. Объездил с лекциями все крупные города европейской России и Уральского региона.
Был активным членом ряда общественных организаций и научных обществ: Всероссийского общества русских врачей в память Н. И. Пирогова (1895—1917, член ряда постоянных комиссий, в том числе активно публиковавших результаты своей работы в частности в «Трудах Пироговских съездов») и Вольного экономического общества (1908—1915, член ряда комиссий, в том числе особых). Член Общества изучения Сибири и улучшения её быта (1908—1917), Комитета славянской взаимопомощи, Общества английского флага (1915—1917) и др. Эффективно работал в Комиссии по распространению гигиенических знаний в народе при Пироговском обществе, содействовал организации гигиенических выставок — международной в Дрездене (1911) и всероссийской в Санкт-Петербурге (1913). Участвовал в работе ряда съездов Пироговского общества (1896—1917), I Всероссийского женского съезда (1908), I Всероссийского съезда по борьбе с пьянством (1910), председательствовал на I съезде городских врачей Петрограда. (1916) и некоторых других.
Многолетний исследователь жизни и деятельности Н. И. Пирогова, автор ряда работ (в том числе крупного биографического очерка) о нём. Автор более 100 брошюр и статей (в том числе крупных) по медицинским, санитарным, экономическим, социально-политическим, финансово-правовым вопросам, не считая многочисленных более мелких публицистических (в основном газетных) статей и заметок.

### Политическая деятельность

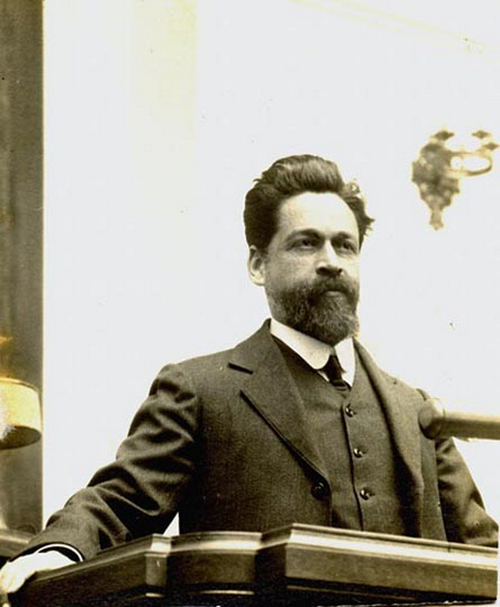
А. Шингарёв выступает в Государственной Думе

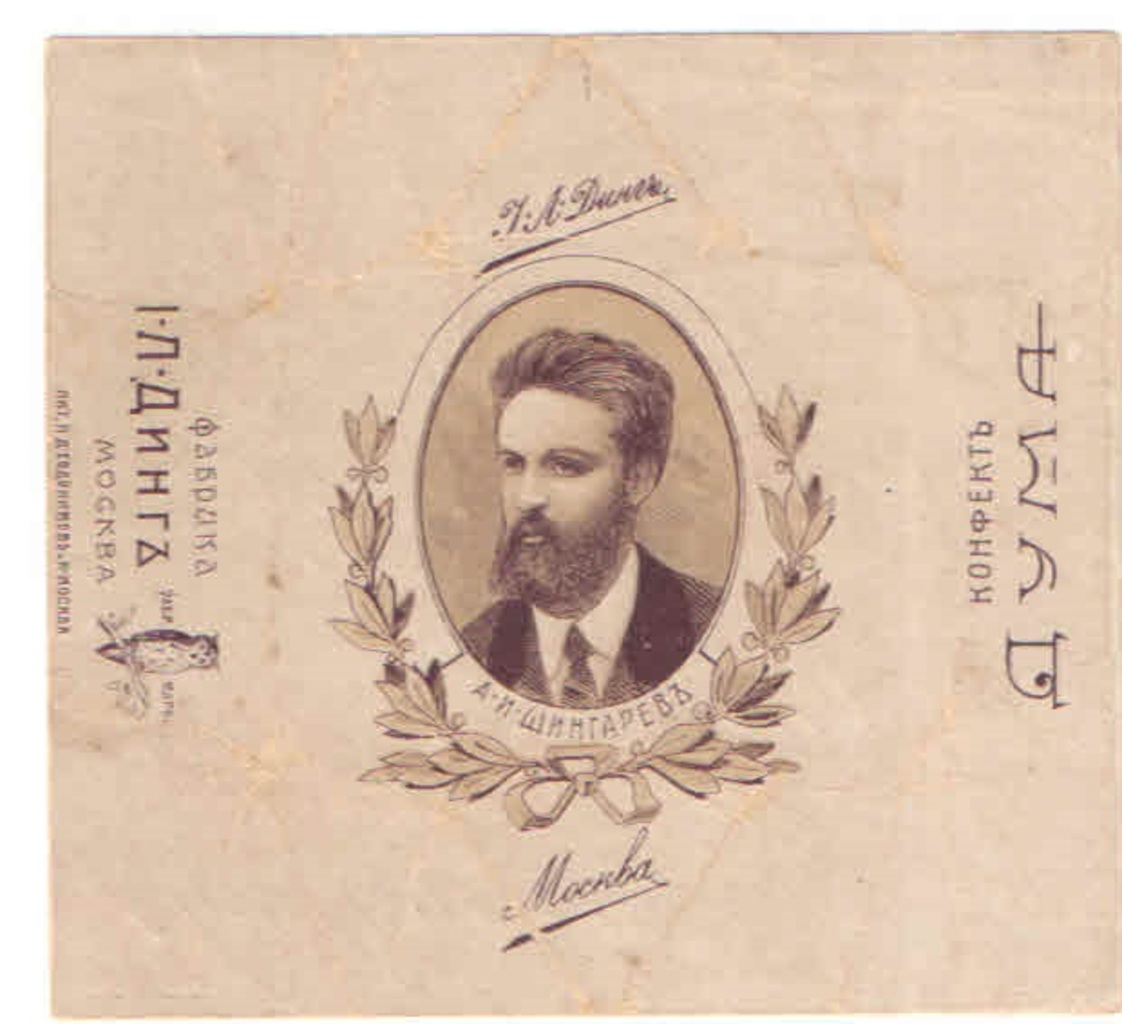
Обёртка шоколадных конфет «Дума» кондитерской фабрики И. Л. Динга, 1907

Избирался депутатом II (от Воронежа), III (от Воронежской губернии) и IV (от Петербурга) Государственных дум, был главным специалистом и оратором кадетской фракции по финансовым вопросам (занялся этими проблемами в условиях дефицита экспертов-экономистов среди депутатов-кадетов в III Думе).
В 1915—1917 годах — председатель военно-морской комиссии Думы. В августе 1915 года был избран Думой в состав Особого совещания для обсуждения и объединения мероприятий по обороне государства.
Член Бюро Прогрессивного блока. Гласный Санкт-Петербургской (позже — Петроградской) городской Думы (1912 — 1917), с 1917 года — лидер её кадетской фракции.
Во время Февральской революции возглавил (с 28 февраля 1917 года) Продовольственную комиссию, состоявшую из представителей Временного комитета Государственной думы и Петроградского совета.
Один из ближайших политических союзников П. Н. Милюкова.
А. И. Солженицын о Шингарёве, отрывок из книги «Красное колесо», Узел III. Двадцать третье февраля. Глава 3:

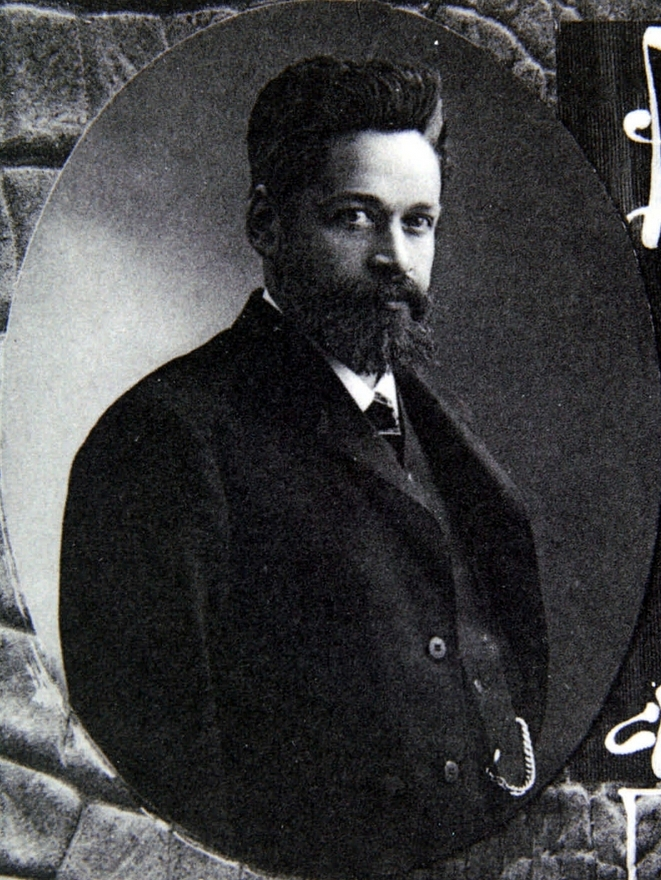
А. И. Шингарёв, 1910

Государственная Дума, молодой русский парламент, а на самом деле 80 % думского времени проговаривает всего 20 человек, — и этих 20 случайных политиков, очевидно, и надо понимать как истинный голос России.
И счастье, что среди тех двадцати есть Андрей Иванович Шингарёв — никак не случайный, но сердце сочащее, но закланец нашей истории. Однако же, если ты в двадцати — то тебе надо живо поворачиваться и отвечать часто. А если ты в кадетской партии — то не перестать же быть кадетом, но строгать лишь по той косой, как надо твоей партии, и защищать своего лидера, и свою повсегдашнюю правоту. Не забывать сверхзадачу своей партии и своего Блока: в конце концов важен не хлеб сам по себе, — важно свалить царское правительство.
И если замечали с трибуны, что надо б отменить твёрдые цены, — открикнуть с места:
Сами не знаете, что это вызовет! С огнём играете! А если лидер не сумел оправдаться в проклятых цифрах, так помочь же ему — надо выходить на трибуну: да, хотя поступление хлеба при Риттихе увеличилось, но можно считать, что оно уменьшилось — по сравнению с потребностью, сколько нам стало надо. Чтобы свести к нолю весь успех министра: он не сообщил самого интересного — что предпринимается для будущего сельскохозяйственного сезона? Где забота министра о расширении посевной площади, доставке семян, машин?

### Министр Временного правительства
В марте — мае 1917 года — министр земледелия в первом составе Временного правительства. Инициировал принятие закона о хлебной монополии. Считал, что «это неизбежная, горькая, печальная мера — взять в руки государства распределение хлебных запасов. Без этой меры обойтись нельзя».
В. Д. Набоков вспоминал, что, став министром, Шингарёв «сразу утонул в море непомерной, недоступной силам одного человека работы. Он мало кому доверял, мало на кого полагался. Он хотел сам во всё входить, а это было физически невозможно. Он работал, вероятно, 15-18 часов в день…»
В мае — июле 1917 — министр финансов в первом коалиционном составе Временного правительства, был лидером кадетской группы в правительстве. Провёл резкое повышение подоходного налога, что вызвало недовольство предпринимателей.
2 июля 1917 года по решению ЦК партии кадетов вышел из Временного правительства, выступив против проекта соглашения с украинской Центральной Радой.

### Арест и убийство
Был кандидатом в члены Учредительного собрания, но не был избран.
В день предполагавшегося открытия Учредительного Собрания (28 ноября [11 декабря] 1917 года) арестован большевиками по постановлению Петроградского ВРК как один из лидеров «партии врагов народа» и заключён в Трубецкой бастион Петропавловской крепости.
6(19) января 1918 года по состоянию здоровья вместе с Ф. Ф. Кокошкиным был переведён в Мариинскую тюремную больницу, где в ночь на 7(20) января они были убиты караулом, солдаты которого днём накануне убийства просили у родственников деньги на покрытие своих «издержек» и получили их.

А в половине первого пришли «они» и убили его. Пришли под предводительством солдата Басова, который брал у меня деньги, сказал, что идёт сменить караул. Солдат Басов потребовал у сиделки лампу. Часть матросов осталась на лестнице, а другие пошли в комнату Андрея Ивановича и там, когда Басов светил, его убили тремя выстрелами в лицо, грудь и живот. Затем пошли комнату Кокошкина, убили того и сейчас же ушли. Внизу швейцару сказали, что сменили караул и ушли. Растерявшиеся сиделки от страха не знали, что делать. Проснувшиеся больные подняли тревогу. Кто-то побежал вниз, сказал швейцару. Пришёл дежурный врач. Кокошкин был мёртв. Андрей Иванович ещё жил, был в сознании. Через полчаса он умер, уже без сознания.

Ночью все телефоны в больнице не действовали и известить никого о происшедшем из больницы не могли. Только утром, около 9 часов дали знать на квартиру Паниной— Из воспоминаний сестры А. И. Шингарёва - Александры Ивановны Шингарёвой
Убийцы не понесли наказания.
Трагическая гибель Шингарёва и Кокошкина получила широкий общественный резонанс. В похоронах на кладбище Александро-Невской лавры участвовало несколько тысяч человек.

### Семья
- Жена — Ефросинья Максимовна (урожд. Кулажко), (1873—1917). Окончила Воронежскую Мариинскую женскую гимназию (1886 — 1891). Получила звание домашней наставницы по предметам истории и географии. Активно участвовала в работе социал-демократических кружков. Преподавала в сельской школе. После 1909 года преподавала в Петроградской частной гимназии Л. Д. Лентовской (Большой пр. П. С., 61).
  - Сын — Владимир (1896, с. Верхняя Верейка, Землянский уезд — 1942, Франция) — психолог и психотерапевт. Учился на юридическом факультете Политехнического института. Окончил Петроградское артиллерийское училище. Во время Первой мировой войны служил в действующей армии офицером. В 1918 году был арестован большевиками в качестве заложника. Был одним из активистов эмигрантского студенческого движения в Праге (участвовал в Русском студенческом союзе в Чехословацкой республике). С октября 1922 года — секретарь Пражской демократической группы. С помощью эмигрантов-демократов перебрался на юг Франции и продолжил обучение во французском университете. С 1925 года жил в Париже.
  - Сын — Георгий (1.12.1899—1919, Прага), студент юридического факультета политехнического института (1918)[8]
  - Дочь — Маргарита (1903—1942) — художник. Окончила живописный факультет Всероссийской Академии Художеств (1924—1930). Погибла во время блокады Ленинграда.
  - Дочь — Наталья (1901—1973) — врач-хирург. Окончила Первый медицинский институт. Работала в городской больнице № 9. Муж — Николай Алексеевич Орлов, сын двоюродной сестры Марины Цветаевой.
  - Дочь — Елена (в замужестве — Нечаева), (1906—2003[9]) — ботаник. Окончила частную гимназию Л. Д. Лентовской, географическое отделение Петроградского университета. С 1924 года работала в отделе геоботаники Ботанического института им. В. Л. Комарова. В рамках командировок посещала Среднюю Азию и Дальний Восток. С 1948 года преподавала в Техникуме зелёного строительства.
- Брат — Михаил (? — 16.7.1891, покончил с собой по невыясненным обстоятельствам) — окончил реальное уч-ще (1887/8), студент Горного института.
- Сестра — Анна (1868—1937) — медсестра, участник Русско-японской и Первой мировой войн. Выпускница Воронежской Мариинской женской гимназии (1887—1895). Входила в общину сестер милосердия св. Георгия. Работала в Порт-Артуре. Ученица Н. Я. Чистовича. Близкая подруга Е. Н. Ключаревой — настоятельницы Елизаветинской больницы Сестёр Милосердия Красного Креста.
- Сестра — Софья (1868—?). Выпускница Воронежской Мариинской женской гимназии (1884—1892), замужем за болгарином (фамилия мужа неизвестна)[8].
- Сестра — Александра (1871—1937) врач-микробиолог, профессор кафедры гигиены Первого Медицинского Института. Воспитывала детей А. И. Шингарёва, после смерти их матери в сентябре 1917 года и убийства отца.
- Брат — Николай (14.4.1885, Воронеж — ?) — окончил реальное уч-ще (1878/9). Ассистент-энтомолог Тропического ин-та, сотрудник энтомологического отделения института им. Пастера.

## Наиболее значительные работы
Источник — электронные каталоги РНБ Архивная копия от 8 октября 2014 на Wayback Machine
- Вымирающая деревня: Опыт санитарно-экономического исследования двух селений Воронежского уезда. Архивная копия от 2 ноября 2011 на Wayback Machine — Саратов, 1901.
  - 2-е изд. — СПб., 1907. — 224 с.
  - Выдержки.
- Как это было. Дневник А. И. Шингарева. Петропавловская крепость. 27.11.1917 г. — 05.01.1918 г. — М., 1918.
- Ясли-приюты для детей в деревнях // Вестник благотворительности. — 1902. — № 5-6. — С.6 −17.
- Финансовое положение России. Петроград, 1917. — 14 с. (Речь, произнесенная в Константиновском Артиллерийском училище)